# Hetepsechemui
Hetepsechemui – władca starożytnego Egiptu, założyciel II dynastii
Lata panowania:
- 2925 p.n.e. – ? (Grimal)
- 2853–2825 p.n.e. (Kwiatkowski)
- 2850 p.n.e. – ? (Schneider)

Nie są znane okoliczności zmiany dynastii. Przyjmuje się przeważnie, że odbyło się to bezkrwawo, chociaż koniec panowania I dynastii to okres niepokojów wewnętrznych, prawdopodobnie między Północą a Południem czyli Dolnym i Górnym Egiptem, co miało znaleźć odbicie w tytulaturze nowego faraona (Dwaj Potężni trwają w pokoju, Dwie Panie trwają w pokoju). Jedna teoria zakłada, że mógł być on synem adoptowanym faraona Ka’a, inna zakłada, że sięgnął on po władzę w wyniku małżeństwa z córką poprzedniego władcy.
Faraon utrzymywał bliskie kontakty ze wschodnią Deltą z rejonem Bubastis, niektórzy sądzą nawet, że mógł się stamtąd wywodzić, czcił bowiem tamtejsze lokalne bóstwa (Bastet i Sopdu). W tym też okresie mamy do czynienia z początkiem kultu Słońca, chociaż imię Re pojawia się dopiero w tytulaturze jego następcy. Hetepsechemui rządził krajem z Memfis przez 39 lat (według Manetona).

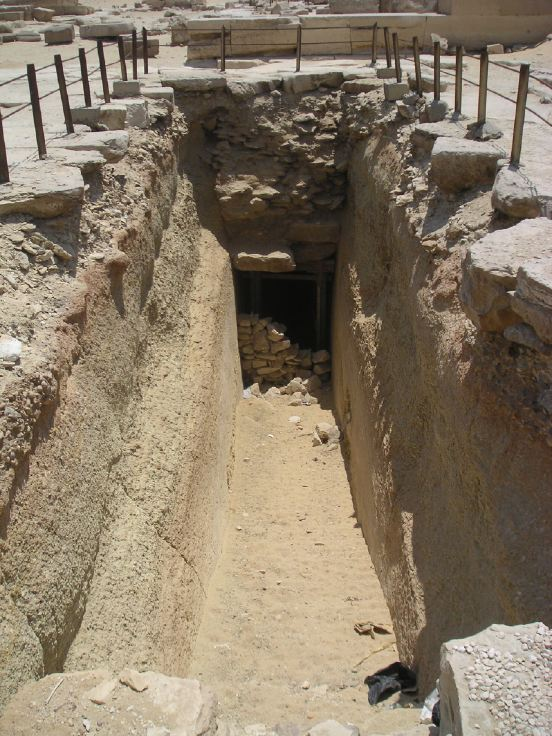
Wejście do grobowca Hetepsechemui

Został pochowany na stołecznej nekropoli w Sakkarze. Nadziemna część jego grobowca została zniszczona w czasach Starego Państwa, przy budowie piramidy dla faraona Unisa z V dynastii.